# Maura Gancitano
Maura Gancitano (Mazara del Vallo, 20 dicembre 1985) è una scrittrice e opinionista italiana attiva soprattutto nell'ambito della divulgazione, con collaborazioni giornalistiche e partecipazioni a dibattiti politici e televisivi.

## Biografia
Nata a Mazara del Vallo nel 1985, ha conseguito una laurea triennale in filosofia presso l'Università Vita-Salute San Raffaele. È co-fondatrice della casa editrice Tlon (insieme al marito, Andrea Colamedici). È stata inserita da Vanity Fair Italia, Francia e Spagna nella lista «Generazione futuro», tra gli artisti, attivisti e pionieri che stanno disegnando il futuro dell'Europa, e nella lista Unstoppable Women, le 150 donne da seguire nel mondo dell'innovazione in Italia secondo StartUpItalia.
È insieme ad Andrea Colamedici, l'ideatrice della Festa della Filosofia presso le Triennali di Milano e Roma, organizzate in media-partnership con Rai Scuola, e di Prendiamola con Filosofia, maratona streaming di divulgazione culturale nata su sollecitazione del Ministero della Salute.
È autrice di vari podcast, tra cui Pensare Europeo, in collaborazione con il Parlamento europeo, e Scuola di Filosofie, raccolta di monografie sulla storia della filosofia del Novecento, prodotto da Audible.
Ha tenuto due speech per TEDx nel 2021, a Genova e Leverano.
Con il saggio Specchio delle mie brame (Einaudi) ha vinto il Premio Rapallo 2022, ex aequo con Bianca Pitzorno.

## Opere
- I lacci bianchi, Messina, Armando Siciliano Editore, 2007, ISBN 978-88-7442-43-75
- Igiene e cosmesi naturali, Il Leone Verde Editore, 2013, ISBN 978-88-6580-06-14
- Malefica. Trasformare la rabbia femminile, Roma, Tlon 2016, ISBN 978-88-9968-40-20
- Tu non sei Dio. Fenomenologia della spiritualità contemporanea. Roma, Tlon 2016, ISBN 978-88-9968-40-99
- Lezioni di Meraviglia, Roma, Tlon, 2017, ISBN 978-88-9968-44-88
- La società della Performance, Roma, Tlon, 2019, ISBN 978-88-9968-45-01
- Liberati della Brava Bambina. Otto storie per fiorire, Milano, Harper Collins, 2019, ISBN 978-88-6905-39-55
- Prendila con Filosofia. Manuale di fioritura personale, Milano, Harper Collins, 2021, ISBN 978-88-6905-83-63
- L'alba dei nuovi dèi. Da Platone ai big data, Milano, Mondadori, 2021, ISBN 978-88-0474-25-93
- Il gioco del pensiero, Bologna, Zanichelli, 2022, ISBN 978-88-0832-02-23
- Specchio delle mie brame. La prigione della bellezza, Milano, Einaudi, 2022, ISBN  978-88-7738-31-74
- Erotica dei sentimenti. Per una nuova educazione sentimentale, Milano, Einaudi, 2024, ISBN  978-88-0626-31-33

## Podcast
- Audible Club, (dal 2019), 2 stagioni, 40 episodi, prodotto dalla piattaforma Audible. In ogni episodio racconta un classico della letteratura dell'Ottocento e del Novecento.
- Scuola di Filosofie (dal 2019), 2 stagioni, 36 episodi, prodotto dalla piattaforma Audible. In ogni episodio racconta con Andrea Colamedici la storia di un filosofo o di una filosofa del Novecento.
- La Filosofia di Harry Potter (2020), 1 stagione, 7 episodi, prodotto dalla piattaforma Audible.
- La Filosofia di Harry Potter 2 (2022), 1 stagione, 20 episodi, prodotto dalla piattaforma Audible.
- Pensare Europeo, (dal 2022), 1 stagione, in collaborazione con il Parlamento europeo. In ogni episodio dialoga con europarlamentari e attivisti sulle basi di un'educazione europea.